# Campo degli Orti
Il campo degli Orti è stato un impianto calcistico di Alessandria. Ospitava gli incontri casalinghi dell'Alessandria.

## Storia
Dopo aver utilizzato il campo di Piazza d'Armi Vecchia (attuale Piazza Matteotti), tra il 1912 e il 1915, e nella zona dell'attuale campo d'aviazione, su un campo costruito da prigionieri di guerra austriaci, alla ripresa dell'attività sportiva dopo la prima guerra mondiale è stato necessario approntare un campo sportivo calcistico valido per poter dispotare il campionato di Prima Categoria.
Il nome del campo deriva dal "quartiere Orti", quartiere periferico che vide la costruzione del nuovo impianto sportivo dell'Alessandria F.B.C. prima della fusione con l'U.S. Alessandrina (società che utilizzava un altro campo cittadino).
L'Alessandria non ha ancora ultimato il nuovo campo prima dell'inizio della stagione 1919-1920 e la prima gara interna la gioca ugualmente agli "Orti" ospitando e battendo 1-0 la US Torinese alla seconda giornata il 19 ottobre 1919.
Il "Campo degli Orti" viene intanto ultimato e l'Alessandria lo inaugura ufficialmente alla quarta giornata di andata il 2 novembre 1919 battendo in casa la Valenzana 6-0 facendo rompere la classica bottiglia di champagne contro uno dei pali dalla madrina, la signora Carla Poggio Dell'Amore, figlia del Vice Presidente professor Pietro Poggio.
Il campo, utilizzato per quasi un decennio, fu ribattezzato dai tifosi "il pollaio", poiché in quel luogo venivano "spennati" gli avversari e per gli spogliatoi in legno, o "la fabbrica del fango" per il terreno umido e scivoloso.
Il campo poteva contenere circa 15 000 spettatori fra la tribuna coperta, i gradini allestiti sull'altro rettilineo e le curve.